# Chikkamallenahalli, Gauribidanur
Chikkamallenahalli là một làng thuộc tehsil Gauribidanur, huyện Kolar, bang Karnataka, Ấn Độ.